# VK Dinamo-Metar
Maillots
Le VK Dinamo-Metar est un club russe de volley-ball féminin basé à Tcheliabinsk, évoluant pour la saison 2020-2021 en Superliga.

## Historique
- VK Politekhnik (1976-1979)
- VK Tekhnolog (1979-1980)
- VK Politekhnik (1980-1989)
- VK CMS (1989-1993)
- VK Metar (1993-2003)
- VK Avtodor-Metar (2003-2015)
- VK Metar (2015-2017)
- VK Dinamo-Metar (2017-....)

## Palmarès
- Coupe de Russie
  - Vainqueur : 1993, 1996, 1997.
  - Finaliste : 1994, 1995.

## Historique des logos

Logo d'Avtodor-Metar
Logo du VK Metar
Logo du VK Dinamo-Metar

## Effectifs

### Saison 2020-2021
| No                                          | Nom                                         | Date de naissance                           | Taille                         | Poids                          | Poste                          |
| ------------------------------------------- | ------------------------------------------- | ------------------------------------------- | ------------------------------ | ------------------------------ | ------------------------------ |
| 1                                           | Ielena Samoïlova                            | 7 août 1988                                 | 188                            | 71                             | Centrale                       |
| 2                                           | Alesia Pirogovskaïa                         | 10 septembre 1989                           | 182                            |                                | Réceptionneuse-attaquante      |
| 4                                           | Iekaterina Chkourikhina                     | 17 juin 1996                                | 191                            | 75                             | Centrale                       |
| 5                                           | Olga Ivanova                                | 24 janvier 1993                             | 185                            |                                | Centrale                       |
| 6                                           | Ielena Tkatchiova                           | 29 juin 1989                                | 183                            |                                | Réceptionneuse-attaquante      |
| 7                                           | Valeria Chevtchouk                          | 19 février 2001                             | 182                            | 65                             | Réceptionneuse-attaquante      |
| 8                                           | Iekaterina Lezina                           | 16 janvier 1999                             | 178                            |                                | Passeuse                       |
| 9                                           | Ievguenia Botchkareva                       | 9 avril 1996                                | 185                            | 76                             | Réceptionneuse-attaquante      |
| 11                                          | Anastassia Vassilieva                       | 17 janvier 2002                             | 178                            |                                | Centrale                       |
| 12                                          | Anastassia Anoufrienko                      | 18 février 1993                             | 181                            | 73                             | Passeuse                       |
| 13                                          | Aleksandra Oganezova                        | 12 mai 1998                                 | 173                            | 65                             | Libero                         |
| 15                                          | Ksenia Diatchenko                           | 3 août 2001                                 | 187                            |                                | Réceptionneuse-attaquante      |
| 16                                          | Natalia Slaoutina                           | 5 août 2002                                 | 190                            |                                | Centrale                       |
| 18                                          | Olga Serebriannikova                        | 10 août 2001                                | 168                            |                                | Libero                         |
| 21                                          | Anna Bagriantseva                           | 8 janvier 2003                              | 181                            |                                | Centrale                       |
| 22                                          | Alissa Chichkina                            | 8 novembre 2003                             | 173                            |                                | Passeuse                       |
|                                             |                                             |                                             |                                |                                |                                |
| Encadrement technique                       | Encadrement technique                       |                                             | Légende                        | Légende                        | Légende                        |
| Entraîneur : Sergueï Tchesnovtski           | Entraîneur : Sergueï Tchesnovtski           | Entraîneur : Sergueï Tchesnovtski           | : Capitaine                    | : Capitaine                    | : Capitaine                    |
| Entraîneur(s) adjoint(s) : Zakhar Pilipenko | Entraîneur(s) adjoint(s) : Zakhar Pilipenko | Entraîneur(s) adjoint(s) : Zakhar Pilipenko | : Joueuse blessée actuellement | : Joueuse blessée actuellement | : Joueuse blessée actuellement |